# San Juan 73
San Juan 73 es el sexagésimo sexto álbum de Fania All-Stars y el trigésimo en vivo, grabado en el Coliseo Roberto Clemente, en San Juan (Puerto Rico), durante el concierto que se realizó allí en 1973, pero por motivos de marketing el proyecto discográfico fue olvidado y las cintas originales encontradas casi 40 años después por un aficionado, que no tardó en pedir que se publicara.

## Antecedentes
Los exitosos conciertos de Fania All-Stars, sumado a los éxitos individuales de sus miembros (Héctor Lavoe, Celia Cruz, Willie Colón, etc), motivó a los productores a llevar el mega espectáculo "de regreso a casa". Ya que muchos de los miembros de la orquesta eran oriundos de Puerto Rico, o en su defecto, descendían de inmigrantes puertorriqueños, los productores decidieron realizar el primer concierto en la isla, que fue todo un éxito.
El lugar elegido por la producción fue el Coliseo Roberto Clemente, que a propósito había sido terminado a principios de 1973. Los planes de Johnny Pacheco y sus socios coincidieron con la construcción del estadio, y vieron en este acontecimiento una lucrativa oportunidad, ya que fueron los encargados de inaugurar el recinto deportivo.

## Grabación
El tan esperado concierto se realizó el sábado 17 de noviembre de 1973, pocos meses después de la terminación de las obras del recinto deportivo.
Al lugar asistieron aproximadamente 11.000 personas, a pesar de que el coliseo tenía capacidad para 10.000 espectadores. El espectáculo contó por primera vez con las actuaciones en solitario de los artistas vocales de la Fania, tales como Héctor Lavoe, que cantó por primera vez su primer éxito en solitario, "Mi gente", que luego fue publicado en su álbum debut: La voz (1975).
El concierto fue grabado en formato de LP, para ser publicado, meses después, como los álbumes anteriores, que contaban con los conciertos en el Red Garter, y el Cheetah Club.

## Publicación

### "El álbum relegado"
Se puede decir que el álbum salió al mercado, por un accidente.
El álbum iba a salir al mercado, al año siguiente, pues había otros proyectos pendientes con los artistas de la disquera, y se estaban planeando nuevas presentaciones en vivo. Entre esos proyectos llegó la "loca" idea de Jerry Masucci, que logró rentar el Yankee Stadium, en Nueva York, para su ambicioso proyecto, que llegó a ser el más exitoso de la historia de la música latina. El concierto se realizó con éxito el 24 de agosto de 1973, y como resultado de este concierto nacieron los álbumes Live at the Yankee Stadium Vol. 1 y Vol. 2.
La disquera pensó que el proyecto de San Juan, iba a ser menos exitoso que el del Live at the Yankee Stadium, pues el concierto realizado allí había llenado por completo la capacidad del "Yankee" (45.000 espectadores), y creyeron que el proyecto anterior resultaría "poco vendible", pues de alguna manera, el proyecto vigente resultaba más apetecible.
Fue así como el álbum en vivo de San Juan, quedó listo para la venta, pero esto nunca sucedió.
Finalmente, casi 36 años después, un funcionario de la disquera, encontró varias cajas del material, archivadas en las bodegas. Fue tan inesperado e invaluable el hallazgo, que se publicaron todos los discos archivados, que debieron ser remasterizados para poder ser  vendidos, ya que se trataban de auténticos LP.

## Lista de canciones
Todas las canciones escritas y compuestas por Fania All Stars, con letras de Ismael Quintana, Johnny Pacheco, Tite Curet Alonso, Ismael Miranda, Manu Dibango y Larry Harlow. 
| Cara 1  |                                              |                                              |          |  |
| N.º     | Título                                       | Vocalista principal                          | Duración |  |
| 1.      | «Intro» (Johnny Pacheco)                     | Fania All Stars                              | 0:56     |  |
| 2.      | «Mi debilidad» (Ismael Quintana)             | Fania All Stars ft Ismael Quintana           | 7:02     |  |
| 3.      | «El Ratón»                                   | Fania All Stars ft Cheo Feliciano            | 6:49     |  |
| 4.      | «Pueblo latino» (Tite Alonso Curet)          | Fania All Stars ft Pete "El Conde" Rodriguez | 6:46     |  |
| 5.      | «Mi Gente» (Johnny Pacheco)                  | Fania All Stars ft Héctor Lavoe              | 7:08     |  |
| 6.      | «Que rico suena mi tambor» (Ismael Miranda)  | Fania All Stars ft Ismael Miranda            | 4:13     |  |
| 7.      | «Soy guajiro» (Ismael Miranda)               | Fania All Stars ft Santos Colón              | 6:00     |  |
| 8.      | «Soul Makossa» (Manu Dibango)                | Fania All Stars                              | 7:40     |  |
| 9.      | «Congo Bongó» (Jenaro Alvarez/ Larry Harlow) | Fania All Stars                              | 13:39    |  |
| 1:00:13 |                                              |                                              |          |  |